# TDMoIP
 (novembre 2022).
Si vous disposez d'ouvrages ou d'articles de référence ou si vous connaissez des sites web de qualité traitant du thème abordé ici, merci de compléter l'article en donnant les références utiles à sa vérifiabilité et en les liant à la section « Notes et références ».
TDMoIP (TDM over IP) est une méthode de transport de multiples signaux TDM (Time Division Multiplexed) véhiculant de la voix ou des données sur des réseaux IP.
Cette technologie permet par exemple d'émuler une liaison E1 (1920 à 2048 kbit/s en G.703/G.704) à travers un réseau PSN (IP, MPLS) pour interconnecter deux commutateurs téléphoniques (PABX).

## Histoire
Le TDMoIP a été développé en 1998 par RAD Data Communications (en) et déployé pour la première fois en Suède en 1999.